# Polymera tasioceroides
Polymera tasioceroides är en tvåvingeart som beskrevs av Alexander 1948. Polymera tasioceroides ingår i släktet Polymera och familjen småharkrankar. Inga underarter finns listade i Catalogue of Life.